# Iran op de Olympische Winterspelen 1964
Tijdens de Olympische Winterspelen van 1964, die in Innsbruck (Oostenrijk) werden gehouden, nam Iran voor de tweede keer deel.

## Deelnemers en resultaten

### Alpineskiën
| Olympiër                | Discipline       | Resultaat | Prestatie                           |
| ----------------------- | ---------------- | --------- | ----------------------------------- |
| Fayzollah Bandali       | afdaling (m)     | 66e       | 2.52,44 (+34,28)                    |
| Fayzollah Bandali       | reuzenslalom (m) | 65e       | 2.21,05 (+34,34)                    |
| Fayzollah Bandali       | slalom (m)       | dnq       | niet geplaatst voor finalewedstrijd |
| Lotfollah Kia Shemshaki | afdaling (m)     | 65e       | 2.50,70 (+32,54)                    |
| Lotfollah Kia Shemshaki | reuzenslalom (m) | 60e       | 2.17,11 (+30,40)                    |
| Lotfollah Kia Shemshaki | slalom (m)       | dnq       | niet geplaatst voor finalewedstrijd |
| Ovaness Meguerdonian    | afdaling (m)     | 69e       | 2.57,10 (+38,94)                    |
| Ovaness Meguerdonian    | reuzenslalom (m) | 64e       | 2.19,28 (+32,57)                    |
| Ovaness Meguerdonian    | slalom (m)       | dnq       | niet geplaatst voor finalewedstrijd |
| Prins Karim Aga Khan    | afdaling (m)     | 59e       | 2.42,59 (+24,43)                    |
| Prins Karim Aga Khan    | reuzenslalom (m) | 53e       | 2.13,57 (+26,86)                    |
| Prins Karim Aga Khan    | slalom (m)       | dnq       | niet geplaatst voor finalewedstrijd |

Argentinië · Australië · België · Bulgarije · Canada · Chili · Denemarken · Duits eenheidsteam · Finland · Frankrijk · Griekenland · Groot-Brittannië · Hongarije · IJsland · India · Iran · Italië · Japan · Joegoslavië · Libanon · Liechtenstein · Mongolië · Nederland ·  Noord-Korea · Noorwegen · Oostenrijk · Polen · Roemenië · Sovjet-Unie · Spanje · Tsjecho-Slowakije · Turkije · Verenigde Staten · Zuid-Korea · Zweden · Zwitserland